# Literaricum Lech
Het Literaricum Lech is een literaire bijeenkomst en conferentie in Lech am Arlberg in Vorarlberg (Oostenrijk). Het doel is om zowel klassieke als hedendaagse literatuur te bespreken op een manier die toegankelijk en innovatief is. Het wordt voor de eerste keer gehouden op 8 tot 10 juli 2021.

## Organisatie
De Zwitsers-Duitse cultuurjournalist Nicola Steiner is verantwoordelijk voor de organisatie en conceptie van Literaricum Lech. Het literatuurfestival wordt geadviseerd door de Vorarlbergse schrijver Michael Köhlmeier, mede-initiatiefnemer van het Philosophicum Lech, en door de al even bekende Oostenrijkse schrijver en literatuurwetenschapper Raoul Schrott.
Het Literaricum Lech zal literaire discussies organiseren, evenals discussies van kinder- en jeugdliteratuur en poetryslams met als doel een duidelijke en toegankelijke benadering van literatuur te bieden.
Het is de bedoeling dat bij elke editie van Literaricum Lech een klassiek stuk wereldliteratuur in beeld wordt gebracht. Deze klassieker kan maar hoeft niet het hele festival te worden opgepikt. In 2021 houdt Daniel Kehlmann de openingstoespraak over Simplicius Simplicissimus van de barokdichter Hans Jakob Christoffel von Grimmelshausen.